# Dychotomia myślenia
Dychotomia myślenia – błąd procesów myślowych wyróżniony przez Aarona Becka charakteryzujący się postrzeganiem różnych zjawisk tylko w skrajnych aspektach. Dychotomia myślenia może prowadzić do występowania problemów psychologicznych.
Przykłady dychotomii w myśleniu:
dobrze – źle; prawdziwy – fałszywy; winny – niewinny; my – oni; przyjaciel – wróg; zasady – brak zasad; tyrania – wolność; demokracja – dyktatura; sprawiedliwość – niesprawiedliwość; naturalny – nienaturalny; cywilizowany – barbarzyński; kapitalistyczny – marksistowski.
Według Edwarda de Bono dychotomia jest jedną ze skaz tradycyjnego myślenia człowieka, ponieważ uniemożliwia dostrzeżenia całego spektrum danych zjawisk lub tego, co jest pomiędzy nimi. Takie myślenie pełne jest pojęć-pułapek, jak wolność, sprawiedliwość, demokracja, imperializm. Myślenie w pobliżu tych pułapek jest praktycznie niemożliwe, ponieważ natychmiast zostaje się wessanym przez utrwalone wzorce, których nie można zakwestionować. Przykład: jeżeli kwestionuje się demokrację, jest się faszystą, jeśli mówi się o socjalizmie, to jest się marksistą itd. Polaryzacja jest tak zdecydowana, że nie dopuszcza żadnego „pomiędzy”. 